# Metod Pevec
Metod Pevec, slovenski pisatelj, igralec, scenarist in režiser, * 28. maj 1958, Ljubljana.

## Življenjepis
Na Filozofski fakulteti je diplomiral iz primerjalne književnosti in filozofije. Napisal je več radijskih iger in nadaljevank. Leta 1978 je igral v filmu Ko zorijo jagode, leta 1980 pa je v filmu Nasvidenje v naslednji vojni upodobil Berka iz romana Vitomila Zupana Menuet za kitaro. Posnel je tudi več celovečercev, in sicer Pod njenim oknom (2003), Estrellita - Pesem za domov (2007), Hit poletja (2008) in Carmen (1995), ki pa je nastal po romanu iz leta 1991.

## Literarna dela
- Carmen (1991) − roman
- Marija Ana (1994) − roman
- Večer v Dubrovniku (2002) – kriminalni roman
- Luna, violine (1994) − zbirka novel
- Film pred oltarjem (2006)[3][4]
- Teža neba (2009) – roman
- Greh (2022)  – roman

## Filmi
- Carmen (1996) − posnet po istoimenskem romanu
- Pod njenim oknom (2003)
- Estrellita - Pesem za domov (2006)
- Hit poletja (2008)
- Lahko noč, gospodična (2010) – posnet po romanu Teža neba
- Aleksandrinke (2011)
- Vaje v objemu (2012)
- Dom (2015)
- Jaz sem Frenk (2019)

## Televizija
- Lovac protiv topa (1985)
- Srebrena lisica (1985)